# Abrytusites
Genre
Abrytusites est un genre d'ammonites de la famille des Desmoceratidea et de la sous-famille des Puzosiinae,,. Elle a vécu au début du Crétacé et atteignait environ 14 cm . Le nom du genre provient d'Abritus - ancienne ville romaine, située à l'emplacement de l'actuelle ville de Razgrad en Bulgarie.

## Caractéristique générique
Ammonites évolutes, relativement grosses, à la section ovale-allongée et côté extérieur arrondi. L'ornementation est formée par des sillons et de côtes radiales assez épaisses dont la forme est ordinairement en V. Ils commencent à partir d'un renflement dans la région du bord ombilical ; chez les ammonites aux sillons ce renflement est plus faible. Les sillons et l'une des branches des côtes en forme de V traversent sans interruption la région extérieure. La ligne cloisonnée n'est pas très précise.
Abrytusites est un genre de Desmoceratidae possédant plus de traits généraux avec les ammonites de la sous-famille des Puzosiinae. Abrytusites est étroitement lié avec le genre Valdedorsella dont très probablement il tire son origine.

## Gisements
Maroc, Espagne, France, Italie, République d’Autriche, République tchèque, Slovaquie, Bulgarie, Russie.

## Liste d'espèces

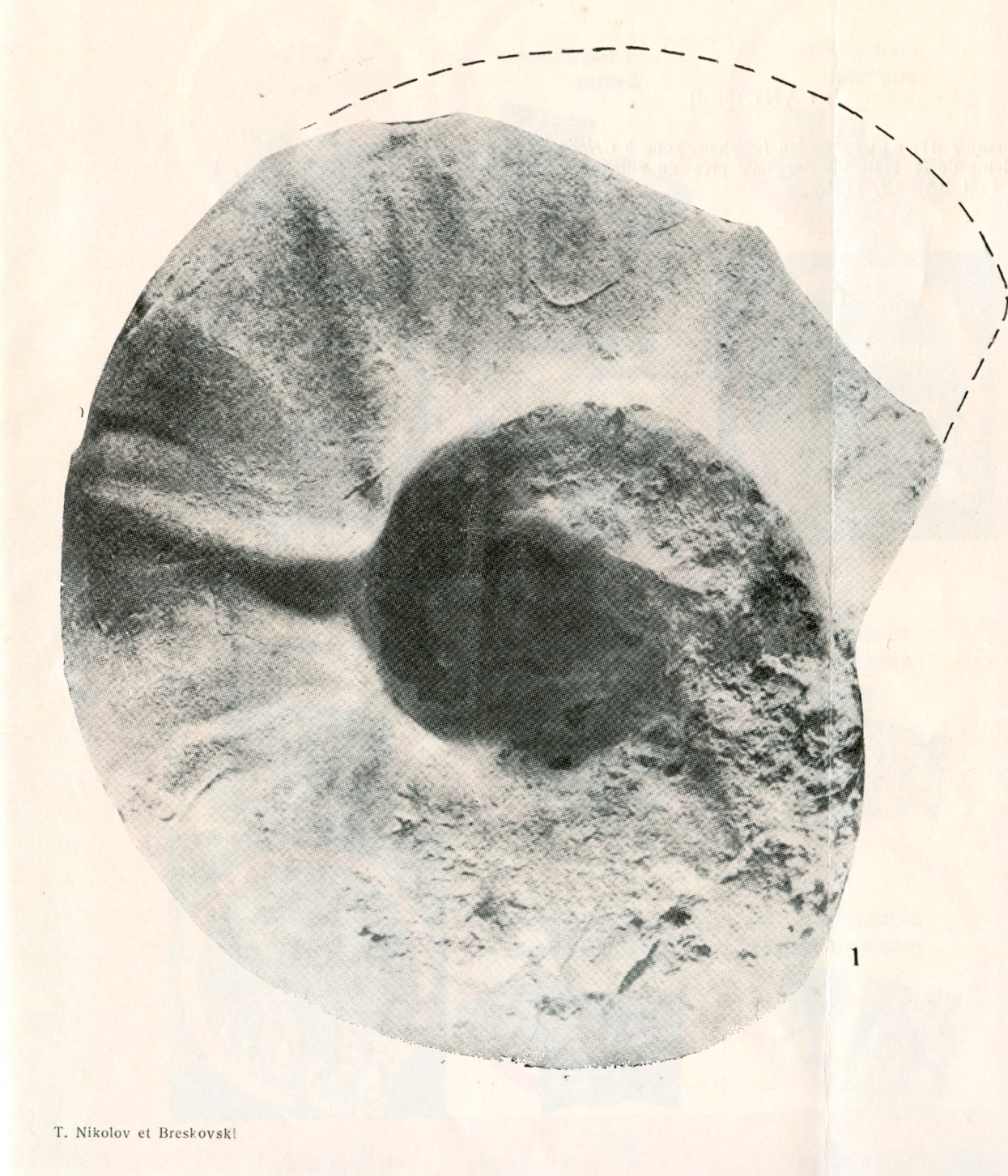
Abrytusites neumayri Haug, 1889 Barrémien inférieur, zone à Crioceratites emerici; la partie inférieure de la suite de Razgrad, près du village Brestak, district de Varna, Bulgarie, Coll. Université Saint-Clément d'Ohrid de Sofia

- Abrytusites neumayri[6]
- Abrytusites thieuloyi[7]
- Abrytusites julianyi[8]
- Abrytusites sulcatus